# 甲桑卡乡
甲桑卡乡，是中华人民共和国西藏自治区昌都市类乌齐县下辖的一个乡镇级行政单位。

## 行政区划
甲桑卡乡下辖以下地区：
桑卡村、堆瓦村、瓦日村、边普村、国瓦村、乌然村、东登卡村、康沙村、孟卡村和美才村。